# دياكوفسكايا

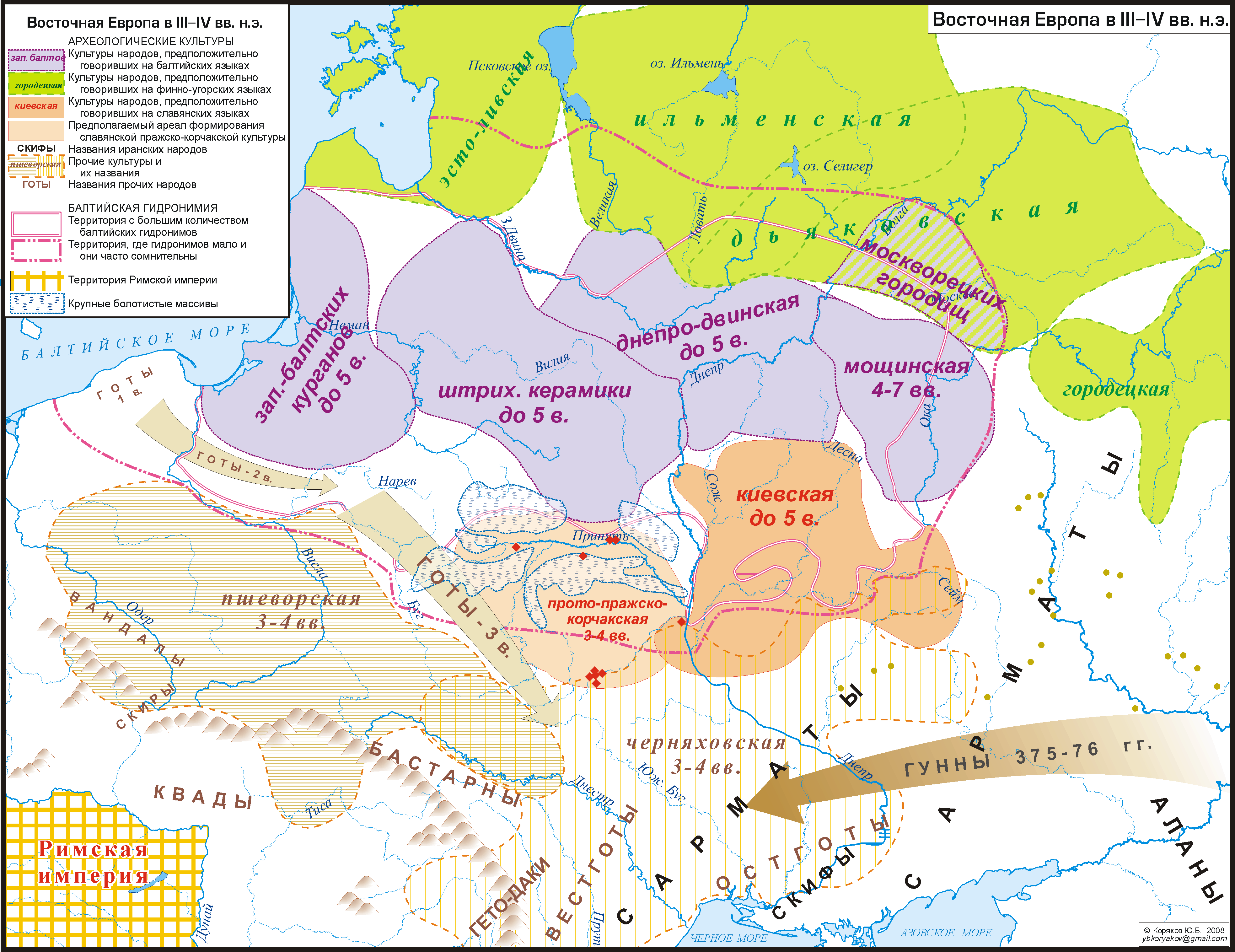

حضارة ديادكوفسكايا (بالروسية: Дьяковская культура، على اسم نصب دياكوفو) هي إحدى حضارات العصر الحديثة قامت في أحواض أنهار الفولغا وفالداي وأوكا في روسيا.